# ジャギー

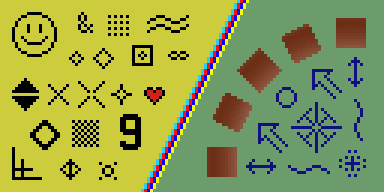
階段状のギザギザをジャギーという

ジャギー （Jaggy, Jaggies）は、ビットマップ画像（ラスターイメージ）やビットマップフォントなどの輪郭に見られる、階段状のギザギザのこと。折り返し雑音の一種。
ビットマップ画像の解像度に依存し、解像度が低いほどギザギザが大きく目立つようになる。ジャギーはビットマップ画像の持つ特徴であり、ジャギーが存在しないビットマップ画像はない。
なお、図形情報であるベクターイメージにはジャギーは存在しない。ただし、それを出力する際の出力先がドットを基本とするメディア（一般的に市販されているディスプレイやプリンタなど）の場合、出力時に解像度に対応したラスタライズという工程によりビットマップ化されるため、「出力される画像」にはジャギーが存在する場合がある。

## ジャギーを軽減させる方法
ジャギーを軽減させる方法は、画像をウェブサイトや印刷などの用途に合わせて適切な解像度を設定する、アンチエイリアスを設定するなどがある。しかし、アンチエイリアス処理を施した画像は、輪郭がぼやけるため、必ずしも綺麗な画像になるとは限らない。また、低解像度画像のジャギーはドット絵などに見られる独特の雰囲気が出る場合がある。
2020年以降のAI技術が注目される中で、『AI技術により解像度をアップコンバートするソフト』なども登場し、解像度の低い画像を元にして、2～4倍に解像度アップさせて「ジャギーのない綺麗な画像」を作り出すことも可能である。ただし、2023年現在において、必ずしも正しいデザインを実現できるわけではなく、AIの誤認によって細部が異なる場合も少なくない。こうした問題は、将来的にAI技術の発展によって次第に改善されていくとみられる。

## テレビゲームにおけるジャギー
テレビゲームにおいても、ジャギーは存在する。特に、3DCGゲームにはそれが顕著である。
わかりやすい例としては、キャラクターの顔の輪郭や口のライン、背景の電線・階段・ビルなどがジャギーが目立つ箇所であり、キャラクターの呼吸や移動・カメラの動きなどによって、輪郭線に現れるジャギーがチラチラと目立って見づらくなる。

### 歴史
アナログ時代
1983年発売のファミコン時代には、テレビゲームは基本的にドット制作であり、アニメ映像・動画なども再生できなかったため、ジャギーの存在はあまり重要視されなかった。
しかし、1990年発売のスーパーファミコンになり画面をエフェクトで拡大縮小を駆使して動かすことが出来るようになり、1987年のPCエンジンではアニメ動画の再生が可能となり、ジャギーが目立つようになった。
さらに、1994年発売のPlayStationなどが発売されて以降、3DCGでゲームが制作されることが一般的になってからは、キャラクターや背景が3D的に動くことからジャギーも動くようになり、さらにジャギーが目立つようになった。
デジタル時代
2011年以降、アナログ解像度(480p)から地上デジタル放送の普及に伴って、フルHD(1080p)の解像度となりややジャギーは軽減されたものの、依然としてジャギーが目立つ状態であった。
その後、2013年頃から一般的に発売され始めた4K解像度(2160p)の環境では、4K対応ゲームはかなりジャギーが軽減され、単純計算ではジャギーのサイズはフルHDの1/4程度となり、目立つジャギーの数量についても1/4程度となる。
現状のテレビゲーム仕様において、ジャギーが限りなく皆無になるのは8K解像度(4320p)からとなる。一般に8K解像度は、「肉眼で見たときに近い」とも評される。ただし4K解像度でも、ほとんどジャギーが気にならないゲームは存在する。

### ジャギーを緩和する技術・機能
アップコンバート
PlayStation 3では、アップコンバート機能が実装され、SD解像度（NTSC：480p / 480i, PAL：576p / 576i）で記録された映像を、HD解像度（1080p / 1080i / 720p）に引き伸ばして表示することが可能となった。PlayStation®2 / PlayStation®規格ソフトウェアの映像はSD解像度で記録されているため、アップコンバート出力が可能であり、より高解像度の映像を楽しめ、ジャギーを軽減することができた。
また、高機能な4Kテレビには、アップコンバート機能が実装されている場合があり、その場合にはHD/フルHD解像度の映像を「自動的に疑似4K画質にアップコンバートして表示する」ことができる。
リマスター
過去のSD解像度のゲームを、高解像度のデータを差し替えることで、最新のゲーム機のフルHD画質・4K画質に対応させるリマスター化が、2010年以降に人気作を中心にリメイクされて発売された。これにより、ジャギーの大幅な軽減に繋がった。
リメイク
リマスターのように単なる高解像度データへの差し替えではなく、データを完全にゼロから作り直すリメイク化が行われる場合がある。これにより、2010年代のゲームにおいてはフルHD画質に対応、2020年代には4K画質に対応しているものも多く、ジャギーが少ない映像で楽しむことができるようになった。